# Curtiss SOC Seagull
Curtiss SOC Seagull — американский одномоторный разведывательный и поисковый биплан, разработанный Александром Солла (Alexander Solla) из компании Curtiss-Wright для военно-морских сил США. Самолёт размещался на линейных кораблях и крейсерах в конфигурации гидросамолёта, запускался с помощью катапульт и поднимался на палубу после посадки на поверхность воды. Имел складывающиеся крылья для более компактного хранения на корабле. Когда самолёт базировался на наземном аэродроме, поплавок замещался обыкновенным шасси с хвостовой опорой.
Фирма выпустила 258 самолётов SOC в вариантах SOC-1 — SOC-4, начиная с 1935 года. SOC-3 был основой выпускавшейся на Naval Aircraft Factory модификации SON-1, поставленный морской авиации в количестве 64 единицы, начиная с 1940 года.

## Конструкция
SOC производился для Военно-морских сил США начиная с 1933 года и стал поступать на вооружение с 1935 года. Первая партия состояла из 135 единиц модели, за которой последовали 40 единиц модели SOC-2 и 83 единицы SOC-3. Модификация модели SOC-3, известная как SOC-1 строилась на Naval Aircraft Factory.

## История службы
Первым кораблём, на котором в ноябре 1935 был размещён самолёт SOC, был CL-12 «Marblehead». К концу десятилетия SOC заменил все предшествующие самолёты по всему флоту. Производство самолётов было завершено в 1938 году. К 1941 году на большинстве линкоров он был заменён на Vought OS2U Kingfisher, а на крейсерах размещались самолёты SOC третьей модификации SO3C Seamew. SO3C, однако, обладал слишком слабым двигателем. Несмотря на то, что SOC был самолётом первого поколения, он долгое время использовался как наблюдатель и корректировщик артиллерии и ограниченно как разведчик.
В течение первых шести месяцев службы SOC фигурировал как XO3C-1. Обозначение было изменено на SOC, когда было решено использовать его как разведчик и наблюдатель. Название Seagull появилось в 1941 году, когда в ВМС США появилась традиция наряду с буквенно-цифровыми обозначениями давать самолётам имена. Имя Seagull ранее было дано двум гражданским самолётам фирмы Curtiss, модель 18 и модель 25, которые были созданы на основе летающих лодок Curtiss MF.
Когда SOC базировался на корабле, он садился на поверхность воды в месте, защищённом от волн бортом корабля, после чего поднимался на борт с помощью лебёдки.
Когда SOC заменялся на OS2U Kingfisher, большая часть высвободившихся самолётов была преобразована в учебные и использовалась в этом качестве до 1945 года. По странной прихоти истории, по мере выбывания SO3C Seamew, многие SOC предыдущих модификаций начиная с 1943 года возвращались в строй и служили до конца войны. Это был один из немногих случаев, когда более старые самолёты заменяли собой более новые, которые должны были заменить их.

## Модификации

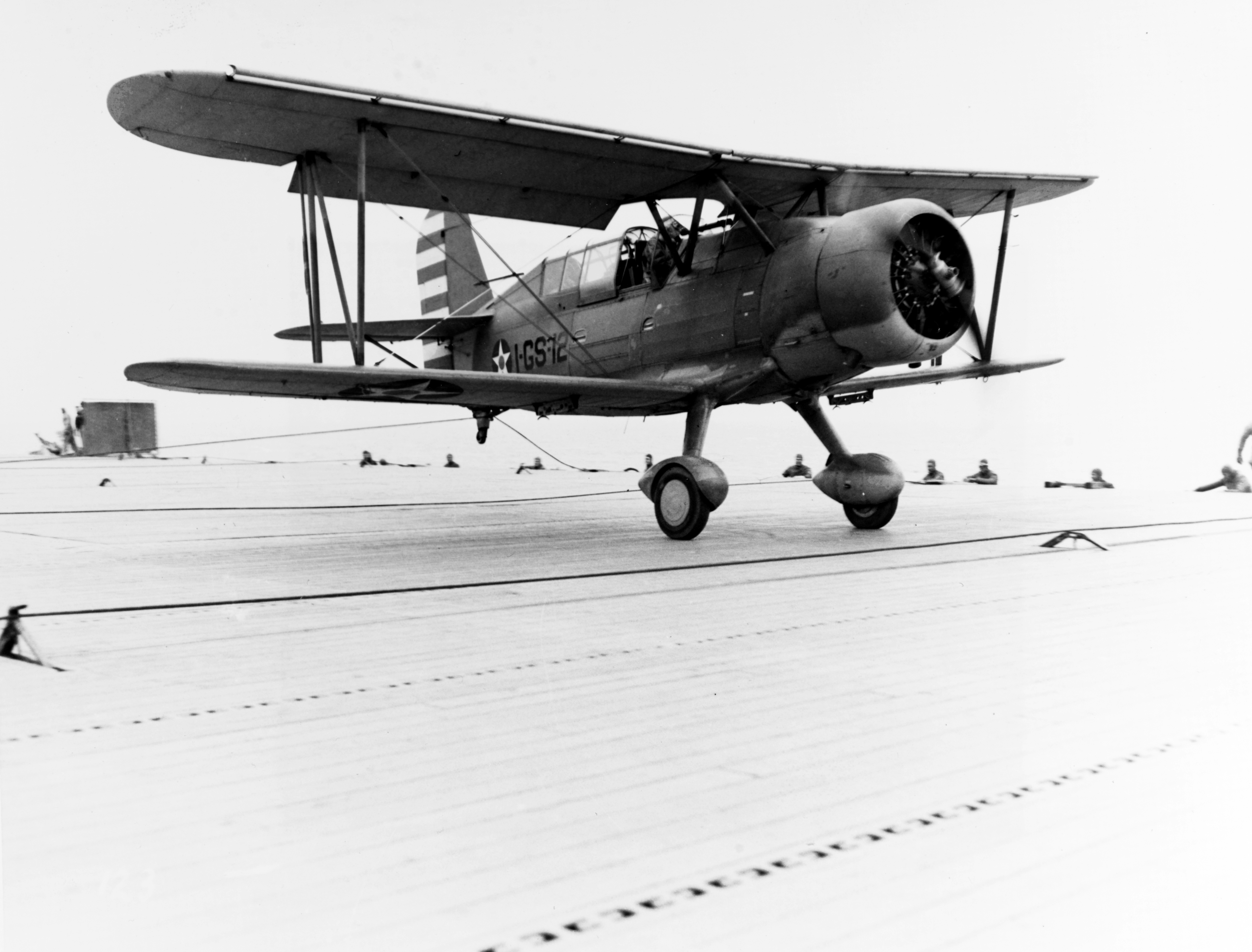
SOC-3A Seagull приземляется на палубу USS Long Island (CVE-1) в апреле 1942 года

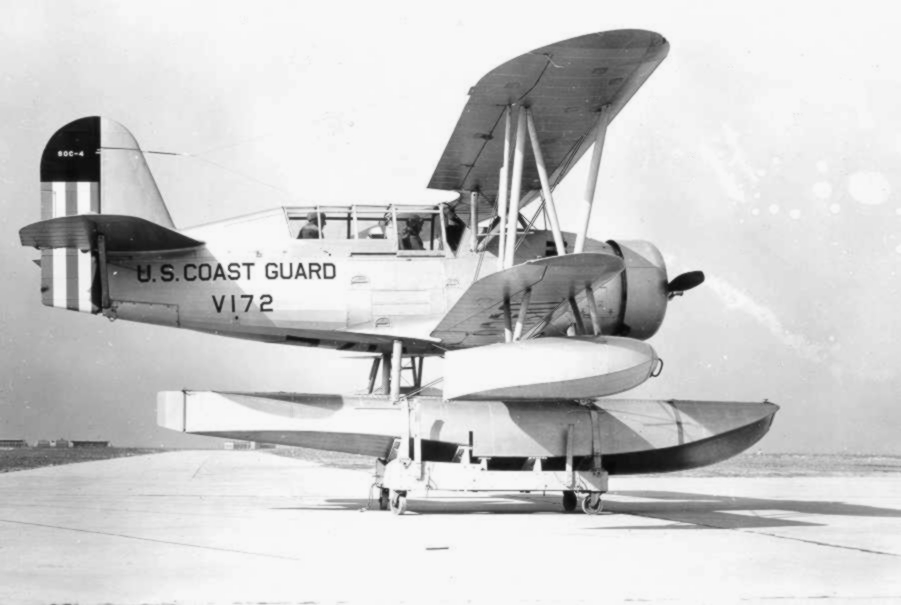
Самолёт SOC-4 Береговой охраны США

XO3C-1 (Curtiss Model 71)Самолёт-прототип с двигателем Pratt & Whitney R-1340-12 мощностью 550 л. с. 23 марта переименован в XSOC-1.
SOC-1 (Curtiss Model 71A)Первоначальная промышленная модификация с двигателем Pratt & Whitney R-1340-18 мощностью 550 л. с., капот NACA. Имел взаимозаменяемые поплавок и колёсную тележку. Построено 135 единиц.
SOC-2 (Curtiss Model 71B)модификация с минимальными изменениями, с двигателем R-1340-22. Построено 40 единиц. Только колёсная тележка.
XSO2C-1 (Curtiss Model 71C)улучшенная модификация. Только прототип, в серию не пошёл.
SOC-3 (Curtiss Model 71E)сходен с SOC-2, но с взаимозаменяемой тележкой. Построено 83 единицы фирмой Curtiss под названием SOC-3 и затем 64 единицы на Naval Aircraft Factory под названием SON-1.
SOC-3ASOC-4, переданные ВМС США в 1942 году (номера 48243, 48244, 48245), приспособленные для посадки с помощью палубного аэрофинишёра.
SOC-4(Curtiss Model 71F): Последние три единицы SOC-3, построенные для Береговой охраны США фирмой Curtiss в 1938 году. Они имели бортовые номера V171, V172, and V173.
SO2CОдин экземпляр, построенный на базе SOC-3 для испытаний, имел удлинённый на 1,5 м фюзеляж и двигатель R-1340-35.
SON-1Самолёты SOC-3, построенные на Naval Aircraft Factory в количестве 64 единиц.

## Операторы
США
- Военно-морские силы США
- Корпус морской пехоты США[13]
- Береговая охрана США[14]

## Тактико-технические характеристики (гидросамолёт SOC-1)

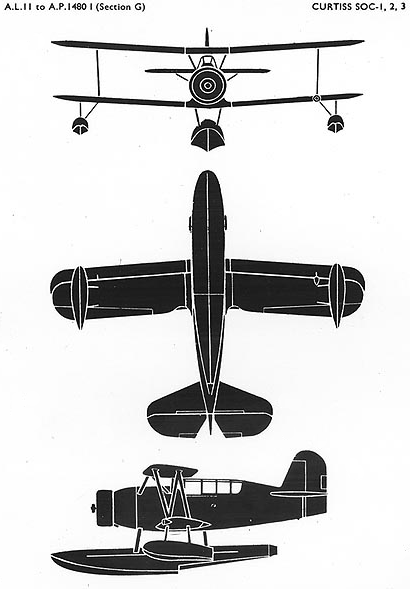
SOC/SON Seagull

Источник War Planes of the Second World War, Volume Six: Floatplanes
Основные характеристики
- Экипаж: 2, пилот и наблюдатель
- Длина: 9,58 м (31'5)
- Размах крыла: 10,98 м (36')
- Высота: 4,50 м (14'9)
- Площадь крыла: 31,8 м² (342 фт²)
- Профиль крыла: NACA 0010 (верхнее крыло); NACA 2212 (нижнее крыло)[16]
- Масса пустого: 1722 кг (3788 фн)
- Масса снаряжённого: 2471 кг (5437 фн)

 Лётные характеристики 
- Максимальная скорость: 266 км/ч (143 уз.) на высоте 1500 м
- Крейсерская скорость: 214 км/ч (116 уз.)
- Скорость сваливания: 90 км/ч[16] ()
- Практическая дальность: 1086 км (587 nmi,)
- Практический потолок: 4540 м (14 900 фт)
- Скороподъёмность: 4,64 м/с[12] (915 фт/мин)
- Нагрузка на крыло: 77,7 кг/м² (15,9 фн/фт²)

Вооружения

- Пушки: 2 x 7,62 мм Браунинг M1919 (курсовой и турель)
- Бомбы: 295 кг (610 фн) бомб